# Lista de municípios de Mato Grosso do Sul por IFDM
Esta é uma lista de municípios de Mato Grosso do Sul ordenados por Índice FIRJAN de Desenvolvimento Municipal (IFDM) conforme dados divulgados pelo Sistema FIRJAN em 2015 com base no ano de 2013.
O Índice FIRJAN de Desenvolvimento Municipal (IFDM) é um estudo anual criado para acompanhar o desenvolvimento humano, econômico e social dos municípios do Estado do Rio de Janeiro e do Brasil (5.565 no total), com base exclusivamente em estatísticas oficiais. Ele leva em conta três indicadores: emprego e renda como um único indicador e educação e saúde como indicadores separados, cada qual com um conjunto respectivo de variáveis. Devido às suas características, a ferramenta tem servido como uma fotografia de políticas públicas e como fonte para "estudos nacionais e internacionais a respeito do desenvolvimento brasileiro". Mesmo porque seu resultado é capaz de retratar o nível de desenvolvimento de cada cidade e, assim, dar uma ideia sobre a qualidade de vida de seus cidadãos.
O IFDM é semelhante ao Índice de Desenvolvimento Humano (IDH), calculado pela ONU. Uma diferença entre ambos é que os dados do IFDM “podem ser coletados todo ano”, ao passo que os do IDH só são levantados uma vez por década, pois dependem de “dados do censo demográfico, realizado a cada 10 anos.”

## Categorias

Mapa dos municípios de Mato Grosso do Sul por IFDM em 2013.Legenda:
Alto (4 municípios)
Moderado (63 municípios)
Regular (11 municípios)
Baixo (nenhum município)
Sem dados (nenhum município)

O índice varia de zero (valor mínimo) até 1 (valor máximo), sendo considerado:
- Alto, resultados superiores a 0,8 pontos;
- Moderado, resultados entre 0,6 e 0,8 pontos;
- Regular, resultados entre 0,4 e 0,6 pontos;
- Baixo, resultados inferiores a 0,4 pontos;

## Lista dos municípios
| Posição                  | Município                | IFDM Consolidado (2013) |
| Desenvolvimento alto     | Desenvolvimento alto     | Desenvolvimento alto    |
| ------------------------ | ------------------------ | ----------------------- |
| 1º                       | Costa Rica               | 0.8506                  |
| 2º                       | Três Lagoas              | 0.8494                  |
| 3º                       | Campo Grande             | 0.8195                  |
| 4º                       | São Gabriel do Oeste     | 0.8134                  |
| Desenvolvimento moderado |                          |                         |
| 5º                       | Naviraí                  | 0.7896                  |
| 6º                       | Rio Brilhante            | 0.7766                  |
| 7º                       | Jateí                    | 0.7742                  |
| 8º                       | Chapadão do Sul          | 0.7652                  |
| 9º                       | Rochedo                  | 0.7637                  |
| 10º                      | Aparecida do Taboado     | 0.7633                  |
| 11º                      | Dourados                 | 0.7631                  |
| 12º                      | Ribas do Rio Pardo       | 0.7618                  |
| 13º                      | Nova Alvorada do Sul     | 0.7600                  |
| 14º                      | Nova Andradina           | 0.7587                  |
| 15º                      | Paranaíba                | 0.7586                  |
| 16º                      | Maracaju                 | 0.7542                  |
| 17º                      | Bataguassu               | 0.7503                  |
| 18º                      | Cassilândia              | 0.7472                  |
| 19º                      | Vicentina                | 0.7424                  |
| 20º                      | Água Clara               | 0.7361                  |
| 21º                      | Selvíria                 | 0.7290                  |
| 22º                      | Coxim                    | 0.7288                  |
| 23º                      | Bandeirantes             | 0.7275                  |
| 24º                      | Angélica                 | 0.7247                  |
| 25º                      | Anaurilândia             | 0.7226                  |
| 26º                      | Sonora                   | 0.7162                  |
| 27º                      | Terenos                  | 0.7136                  |
| 28º                      | Alcinópolis              | 0.7120                  |
| 29º                      | Itaporã                  | 0.7115                  |
| 30º                      | Caarapó                  | 0.7103                  |
| 31º                      | Bonito                   | 0.7073                  |
| 32º                      | Rio Verde de Mato Grosso | 0.7023                  |
| 33º                      | Iguatemi                 | 0.6977                  |
| 34º                      | Laguna Carapã            | 0.6910                  |
| 35º                      | Douradina                | 0.6896                  |
| 36º                      | Ivinhema                 | 0.6889                  |
| 37º                      | Fátima do Sul            | 0.6887                  |
| 38º                      | Camapuã                  | 0.6887                  |
| 39º                      | Batayporã                | 0.6883                  |
| 40º                      | Itaquiraí                | 0.6812                  |
| 41º                      | Eldorado                 | 0.6756                  |
| 42º                      | Corumbá                  | 0.6740                  |
| 43º                      | Glória de Dourados       | 0.6667                  |
| 44º                      | Taquarussu               | 0.6639                  |
| 45º                      | Pedro Gomes              | 0.6624                  |
| 46º                      | Caracol                  | 0.6611                  |
| 47º                      | Ponta Porã               | 0.6599                  |
| 48º                      | Bela Vista               | 0.6581                  |
| 49º                      | Anastácio                | 0.6569                  |
| 50º                      | Novo Horizonte do Sul    | 0.6431                  |
| 51º                      | Aquidauana               | 0.6396                  |
| 52º                      | Brasilândia              | 0.6395                  |
| 53º                      | Dois Irmãos do Buriti    | 0.6395                  |
| 54º                      | Bodoquena                | 0.6373                  |
| 55º                      | Figueirão                | 0.6360                  |
| 56º                      | Juti                     | 0.6257                  |
| 57º                      | Jardim                   | 0.6244                  |
| 58º                      | Amambaí                  | 0.6226                  |
| 59º                      | Sidrolândia              | 0.6222                  |
| 60º                      | Inocência                | 0.6197                  |
| 61º                      | Corguinho                | 0.6195                  |
| 62º                      | Rio Negro                | 0.6146                  |
| 63º                      | Porto Murtinho           | 0.6107                  |
| 64º                      | Mundo Novo               | 0.6093                  |
| 65º                      | Guia Lopes da Laguna     | 0.6086                  |
| 66º                      | Jaraguari                | 0.6069                  |
| 67º                      | Miranda                  | 0.6060                  |
| Desenvolvimento regular  |                          |                         |
| 68º                      | Deodápolis               | 0.5968                  |
| 69º                      | Santa Rita do Pardo      | 0.5935                  |
| 70º                      | Nioaque                  | 0.5930                  |
| 71º                      | Sete Quedas              | 0.5752                  |
| 72º                      | Ladário                  | 0.5750                  |
| 73º                      | Antônio João             | 0.5682                  |
| 74º                      | Coronel Sapucaia         | 0.5447                  |
| 75º                      | Aral Moreira             | 0.5346                  |
| 76º                      | Japorã                   | 0.5205                  |
| 77º                      | Paranhos                 | 0.4497                  |
| 78º                      | Tacuru                   | 0.4340                  |
| Desenvolvimento baixo    |                          |                         |
| nenhum município         |                          |                         |